# 代々木一丁目書店事務所内強盗殺人事件
代々木一丁目書店事務所内強盗殺人事件（よよぎいっちょうめしょてんじむしょないごうとうさつじんじけん）は、2007年（平成19年）12月に東京都渋谷区で発生した強盗殺人事件。現在も捜査中の未解決事件となっている。捜査特別報奨金制度対象の事件となったこともある。

## 概要
2007年（平成19年）12月10日午後9時頃、代々木駅前（渋谷区代々木一丁目）のビル内にあった金港堂書店の事務所内から物音がすると上の階にいた同店社長の家族から連絡を受けた社長が駆けつけたところ、被害者である従業員の男性（当時51歳）が倒れているのを発見、110番通報した。
発見時、従業員の男性は顔や頭を鈍器のようなもので殴られ、脳挫傷で意識不明の重体。その後も意識が戻ることはなく、13日後の12月23日に死亡した。
事件現場となった事務所は事件が発生する1ヶ月前、事務所の窓ガラスが割られ、据付金庫が狙われる空き巣被害に遭っていた。一方、今回の事件では据付金庫に手を付けた形跡はなかった。

## 捜査経過
売上金9万8000円が入った手提げ金庫が奪われていたことから警視庁刑事部捜査第一課は強盗殺人未遂事件と見て原宿警察署に捜査本部を設置。その後、被害者の死亡を受けて容疑を強盗殺人に切り替えて捜査を開始した。また、事件前に現場付近で目撃された、薄緑色の目出し帽のようなものをかぶり、灰色のジャンパーを着て逃走する不審な男の行方を捜索した。
現場の状況から、現場から20m程離れた書店が午後9時に閉店した後、事務所に売上金を運んだ際にいきなり鈍器で殴打される被害に遭ったものと見られている。また、事務所のドアは開いたままの場合、警報が鳴るように設定されており、内側からも外側からも開けるには暗証番号を入力する必要があることから、内部事情をよく知る者が事務所内で待ち伏せして犯行に及んだと見て捜査をしている。

## 事件後
- 事件未解決のまま、現場となった金港堂書店は2010年（平成22年）6月30日に閉店した。
- 被害者の父親は、被害者が死亡した2日後に心筋梗塞で後を追うように亡くなった他、遺された母親は10年近く引きこもりに近い状態に陥った[12]。